# Anatolij Michajlov
Anatolij Arkad'evič Michajlov (in russo Анатолий Аркадьевич Михайлов?; San Pietroburgo, 14 settembre 1936 – San Pietroburgo, 13 giugno 2022) è stato un ostacolista sovietico.

## Biografia
Fortemente specializzato negli ostacoli, ha vinto, sulla distanza dei 110 m, una medaglia di bronzo olimpica e nel 1962 si è laureato campione europeo.

## Palmarès

### Giochi olimpici
- 1 medaglia:
  - 1 bronzo (Tokyo 1964 nei 110 m ostacoli)

### Europei
- 1 medaglia:
  - 1 oro (Belgrado 1962 nei 110 m ostacoli)

### Europei indoor
- 1 medaglia:
  - 1 bronzo (Praga 1967 nei 50 m ostacoli)

### Universiadi
- 1 medaglia:
  - 1 oro (Porto Alegre 1963 nei 110 m ostacoli)

## Altre competizioni internazionali
1965
- Coppa Europa di atletica leggera ( Stoccarda)